# Кішлаз (комуна)
Кішлаз (рум. Chișlaz) — комуна у повіті Біхор в Румунії. До складу комуни входять такі села (дані про населення за 2002 рік):
- Кіралеу (626 осіб)
- Кішлаз (566 осіб) — адміністративний центр комуни
- Мішка (1021 особа)
- Поклуша-де-Баркеу (398 осіб)
- Серсіг (315 осіб)
- Синлазер (463 особи)
- Хеучешть (55 осіб)

Комуна розташована на відстані 435 км на північний захід від Бухареста, 33 км на північний схід від Ораді, 117 км на північний захід від Клуж-Напоки.

## Населення
За даними перепису населення 2002 року у комуні проживали 3444 особи.
Національний склад населення комуни:
| Національність | Кількість осіб | Відсоток |
| -------------- | -------------- | -------- |
| румуни         | 1952           | 56,7%    |
| угорці         | 1287           | 37,4%    |
| цигани         | 203            | 5,9%     |
| словаки        | 2              | 0,1%     |

Рідною мовою назвали:
| Мова      | Кількість осіб | Відсоток |
| --------- | -------------- | -------- |
| румунська | 2091           | 60,7%    |
| угорська  | 1282           | 37,2%    |
| циганська | 70             | 2,0%     |
| словацька | 1              | < 0,1%   |

Склад населення комуни за віросповіданням:
| Релігія            | Кількість осіб | Відсоток |
| ------------------ | -------------- | -------- |
| православні        | 1803           | 52,4%    |
| реформати          | 990            | 28,7%    |
| римо-католики      | 259            | 7,5%     |
| п'ятдесятники      | 142            | 4,1%     |
| баптисти           | 138            | 4,0%     |
| греко-католики     | 103            | 3,0%     |
| не релігійні       | 2              | 0,1%     |
| атеїсти            | 2              | 0,1%     |
| не вказали релігію | 1              | < 0,1%   |